# Francisco Martínez Dacosta
Francisco Martínez Dacosta  (San Felipe, actual Játiva, Valencia, 1736 - Hacienda Cosupa, en las proximidades de Santafé de Bogotá, actual Colombia, 1794) fue un sacerdote, teólogo, traductor y lexicógrafo español. 
De ideas ilustradas, defendió en un tratado la traducción de la Biblia a las lenguas vulgares. También, con propósito pedagógico, escribió un diccionario sobre términos arquitectónicos y de bellas artes, considerado la primera obra lexicográfica sobre este asunto en lengua española.
Fue canónigo en las catedrales de Zamora y Pamplona, residió en América (ejerció el sacerdocio en la zona de Cuzco) y finalmente fue nombrado deán de la catedral de Santafé de Bogotá, cargo que ocupó durante cinco años, hasta su muerte, y desde el que impulsó numerosas obras artísticas, como la nueva sacristía de la catedral y muchas otras. Publicó en el Papel Periódico de Santafé y debió de tener influencia en los círculos artísticos ilustrados de la ciudad. Destinó muchos de sus fondos a obras caritativas y se empeñó en reunir una buena biblioteca para la formación de los sacerdotes. 
Murió, tras una larga enfermedad del pecho, en una hacienda cercana a Santafé y fue enterrado en una ermita rural.
Tradujo del italiano la Fuerza de la humana fantasía de Ludovico Antonio Muratori (publicada en Madrid, en 1787) y del francés la Historia de las ciencias naturales de Alexandre Savérien (publicada en Bogotá en 1791).